# La Venus de las pieles (película)
La Venus de las pieles (en francés: La Vénus à la fourrure) es una película de drama erótico de 2013 dirigida por Roman Polanski, basada en la obra homónima del dramaturgo estadounidense David Ives, que a su vez se inspiró en la novela La Venus de las pieles de Leopold von Sacher-Masoch. Está protagonizada por Emmanuelle Seigner y Mathieu Amalric, quienes son los únicos actores.
La película se estrenó en competición por la Palma de Oro en el Festival de Cine de Cannes de 2013 el 25 de mayo.  En enero de 2014 recibió cinco nominaciones en la 39.ª edición de los Premios César, ganando como Mejor Director.

## Trama
Thomas Novacheck es el escritor y director de una nueva obra, una adaptación de la novela La Venus de las pieles (1870), del autor austriaco Leopold von Sacher-Masoch. Al principio de la película, se nos informa que el libro comienza con una cita del Libro de Judith: "Y el Señor lo hirió y lo entregó en manos de una mujer".
La película comienza con Thomas solo en un teatro parisino después de un día de audiciones de actrices para el personaje principal, Wanda von Dunayev. Thomas se lamenta por teléfono de las malas actuaciones que ha tenido que afrontar.
Mientras Thomas se prepara para salir del teatro, una actriz llamada Vanda Jordan llega desaliñada por la lluvia. Ella afirma haber tenido un lugar para la audición más temprano ese día, pero su nombre no aparece en la lista correspondientes. Thomas quiere irse con su prometida. En un torbellino de energía y agresión desenfrenada, Vanda convence a Thomas para que la deje quedarse y leer para el papel. Al principio parece sin talento, pero cuando comienza a leer queda claro que es una actriz excelente y perfecta para el papel.
Aunque inicialmente se presenta como una persona sin educación, a lo largo de la película Vanda muestra un conocimiento y un talento que casi parecen casi sobrehumanos. Por ejemplo, sorprende a Thomas al reproducir el guion completo, no solo la parte que se entrega a los actores para que la utilicen en la audición y la hayan memorizado. La audición es en un teatro y ella muestra no sólo dominio de la puesta en escena sino también del equipo de iluminación, ajustando el tablero de luces del teatro, que presumiblemente nunca antes había visto, sin dudarlo. Y también trae un conjunto completo de disfraces, incluidos algunos para que los use Thomas y que le quedan perfectos. En un momento, ella "adivina" una imagen sorprendentemente precisa de la vida y los antecedentes de la prometida de Thomas.
El tema de la obra es la dominación y sumisión sexual. A medida que continúa la audición, Vanda ataca el guion como pornografía sexista y porno blando sadomasoquista. Thomas en un principio lo defiende como una fiel adaptación de un clásico literario sobre la pasión y el deseo. Vanda acusa a Thomas de tener sus propias fantasías masoquistas, lo que él niega. Sin embargo, a medida que avanza la película, se identifica cada vez más con el protagonista masculino masoquista de la obra. Al final de la obra, se convierte en el esclavo de Vanda.
En la escena final, Thomas está atado a un poste. Aparece Vanda, proclama "Ménades de Cadmea ¡bailen para Dioniso !", baila ante Tomás y se marcha. La película termina con la cita del Libro de Judith: "Y el Señor lo hirió y lo entregó en manos de una mujer".

## Elenco
- Emmanuelle Seigner como Vanda Jourdain
- Mathieu Amalric como Thomas Novacheck

## Producción
La intención de adaptar la obra de Ives se anunció en septiembre de 2012. Louis Garrel iba a interpretar a Novacheck. El rodaje estaba previsto que comenzara en noviembre de 2012, pero finalmente la producción se retrasó hasta enero de 2013 y Garrel fue sustituido por Amalric.

## Estreno
Sundance Selects e IFC Films adquirieron los derechos estadounidenses de la película tras su estreno en Cannes.

## Recepción de la crítica
AO Scott de The New York Times dijo: "A partir de una traducción francesa de la obra (que fue ampliamente aclamada cuando se presentó dentro y fuera de Broadway hace unos años), el Sr. Polanski ha marcado el texto con sus propias huellas dactilares. Uno de los dos personajes, la espléndidamente volátil Vanda, una actriz, es interpretado por Emmanuelle Seigner, su esposa. Su contraste, un escritor y director de teatro llamado Thomas, es interpretado por Mathieu Amalric en una actuación que se acerca mucho a una personificación de Polanski." 
PopMatters escribió: "Venus in Fur es fascinante hasta el punto de que (con subtítulos o no), simplemente no puedes apartar la mirada de la pantalla. Siempre hay algo que ver, oír y sentir." 
Dennis Schwartz opinó que "Es un drama de juegos mentales psicosexuales realizado en un espacio claustrofóbico, cuyas poses de burla excitan en lugar de sorprender y entretienen en lugar de iluminar. Es un desafío para los protagonistas y ambos realizan grandes actuaciones. Desafortunadamente, el diálogo se volvió repetitivo y la imagen no logró mantener mi interés en todo momento.